# Morti nel 1910
| Questa pagina contiene informazioni ricavate automaticamente dalle voci biografiche con l'ausilio del template Bio e di un bot. L'aggiornamento è periodico e automatico e ricostruisce completamente la pagina. Se manca una persona in questa lista, sei pregato di non aggiungerla, ma accertati piuttosto che la sua voce biografica contenga il template Bio e che i dati anagrafici siano correttamente compilati. Se il template Bio manca, inseriscilo tu stesso o, in alternativa, metti l'avviso {{tmp\|Bio}} che ne segnala la mancanza. Se i dati riportati sono sbagliati, correggi direttamente la voce biografica; le modifiche saranno visibili in questa lista entro pochi giorni. Per chiarimenti vedi il progetto biografie. La lista contiene solo le 447 persone che sono citate nell'enciclopedia e per le quali è stato implementato correttamente il template Bio. Pagina aggiornata al 18 giu 2025. |

## Gennaio(41)
- 1º gennaio - Harriet Powers, artista statunitense (n. 1837)
- 4 gennaio - Léon Delagrange, aviatore e scultore francese (n. 1872)
- 4 gennaio - Josef Menges, esploratore tedesco (n. 1850)
- 5 gennaio - Giovanni Battista Billia, avvocato e politico italiano (n. 1840)
- 5 gennaio - Nikolaos Deligiannis, politico greco (n. 1845)
- 5 gennaio - Léon Walras, economista francese (n. 1834)
- 6 gennaio - Samuel Sanford, pianista e docente statunitense (n. 1849)
- 7 gennaio - Giuseppe Carnazza Puglisi, giurista e politico italiano (n. 1834)
- 8 gennaio - Giovanni Maria d'Alessandro, politico, archeologo e militare italiano (n. 1824)
- 8 gennaio - Francesco Satolli, cardinale italiano (n. 1839)
- 9 gennaio - Giovanni Battista Arnaud, pittore italiano (n. 1853)
- 9 gennaio - Giuseppe Giuliani, giurista italiano (n. 1831)
- 9 gennaio - Nathaniel Moore, golfista statunitense (n. 1884)
- 10 gennaio - Antoni Amatller, imprenditore, collezionista d'arte e fotografo spagnolo (n. 1851)
- 12 gennaio - Bass Reeves, poliziotto statunitense (n. 1838)
- 13 gennaio - Andrew Jackson Davis, sensitivo statunitense (n. 1826)
- 13 gennaio - Paul Hoecker, pittore tedesco (n. 1854)
- 14 gennaio - Jacob Volhard, chimico tedesco (n. 1834)
- 16 gennaio - Giuseppe Mascia, politico e medico italiano (n. 1833)
- 17 gennaio - Tommaso Burato, fotografo dalmata (n. 1840)
- 17 gennaio - Lelio Casini, baritono italiano (n. 1865)
- 17 gennaio - Friedrich Kohlrausch, fisico tedesco (n. 1840)
- 18 gennaio - Carlo Fabbricotti, imprenditore e politico italiano (n. 1818)
- 18 gennaio - Masaniello Parise, maestro di scherma italiano (n. 1850)
- 19 gennaio - Andrea Costa, politico italiano (n. 1851)
- 19 gennaio - Giuseppe Antonio Rossi, avvocato e politico italiano (n. 1818)
- 21 gennaio - Nicola Ricciuti, magistrato e politico italiano (n. 1840)
- 23 gennaio - Angelo Agostini, fumettista, illustratore e giornalista italiano (n. 1843)
- 25 gennaio - Carlo Ferrari, prefetto e politico italiano (n. 1837)
- 27 gennaio - Bortolo Cunico, patriota italiano (n. 1837)
- 28 gennaio - William Bell, fotografo statunitense (n. 1830)
- 28 gennaio - Alfredo Capelli, matematico italiano (n. 1855)
- 28 gennaio - William Franklin Draper, imprenditore, diplomatico e politico statunitense (n. 1842)
- 28 gennaio - Daniele Marignoni, esperantista italiano (n. 1846)
- 28 gennaio - Enrico Sertoli, fisiologo italiano (n. 1842)
- 29 gennaio - Domenico Cariolato, militare italiano (n. 1835)
- 29 gennaio - Édouard Rod, scrittore svizzero (n. 1857)
- 30 gennaio - Giacomo Martinetti, pittore italiano (n. 1842)
- 30 gennaio - Enea Piccolomini, grecista, filologo classico e bibliotecario italiano (n. 1844)
- 30 gennaio - Granville Woods, inventore statunitense (n. 1856)
- 31 gennaio - Heinrich Gross, rabbino tedesco (n. 1835)

## Febbraio(29)
- 1º febbraio - Otto Julius Bierbaum, giornalista, scrittore e poeta tedesco (n. 1865)
- 1º febbraio - Giovanni Omboni, geologo, paleontologo e naturalista italiano (n. 1829)
- 2 febbraio - George Willis Kirkaldy, entomologo inglese (n. 1873)
- 2 febbraio - Camille Silvy, fotografo francese (n. 1834)
- 5 febbraio - James William Marshall, politico statunitense (n. 1822)
- 6 febbraio - Alfonso Maria Fusco, presbitero italiano (n. 1839)
- 8 febbraio - Hans Jæger, scrittore, politico e filosofo norvegese (n. 1854)
- 9 febbraio - Miguel Febres Cordero, religioso ecuadoriano (n. 1854)
- 9 febbraio - Angelo Majorana Calatabiano, giurista e politico italiano (n. 1865)
- 9 febbraio - Paolo Riccardi, politico italiano (n. 1835)
- 10 febbraio - Salvatore Greco dei Chiaramonte, schermidore e patriota italiano (n. 1835)
- 11 febbraio - Luo Yixiu, cinese (n. 1889)
- 12 febbraio - Jules Guérin, giornalista francese (n. 1860)
- 12 febbraio - Moshe Leib Lilienblum, letterato e scrittore russo (n. 1843)
- 12 febbraio - Philippe Thomas, veterinario e geologo francese (n. 1843)
- 14 febbraio - Giovanni Passannante, anarchico italiano (n. 1849)
- 16 febbraio - Giuseppe Perrotta, compositore italiano (n. 1843)
- 16 febbraio - Erminia di Waldeck e Pyrmont, principessa tedesca (n. 1827)
- 18 febbraio - Nicodemo I di Gerusalemme, arcivescovo ortodosso ottomano (n. 1828)
- 19 febbraio - Josep Vilaseca, architetto spagnolo (n. 1848)
- 19 febbraio - Samuel Warren, giurista e avvocato statunitense (n. 1852)
- 20 febbraio - Jean Odon Debeaux, farmacista e botanico francese (n. 1826)
- 20 febbraio - Butros Ghali Pascià, politico egiziano (n. 1846)
- 23 febbraio - Amos Dolbear, fisico e inventore statunitense (n. 1837)
- 23 febbraio - Vera Fëdorovna Komissarževskaja, attrice teatrale russa (n. 1864)
- 24 febbraio - Osman Hamdi Bey, pittore e archeologo ottomano (n. 1842)
- 25 febbraio - Worthington Whittredge, pittore statunitense (n. 1820)
- 26 febbraio - Henri d'Arbois de Jubainville, docente francese (n. 1827)
- 27 febbraio - Lajos Hevesi, giornalista, scrittore e critico d'arte ungherese (n. 1843)

## Marzo(38)
- 1º marzo - Francesco Tripepi, politico italiano (n. 1857)
- 1º marzo - José Domingo de Obaldía, politico panamense (n. 1845)
- 4 marzo - Ḥají Ákhúnd, iraniano (n. 1842)
- 4 marzo - Knut Johan Ångström, fisico svedese (n. 1857)
- 6 marzo - Hermann Blankenstein, architetto tedesco (n. 1829)
- 10 marzo - Karl Lueger, politico austriaco (n. 1844)
- 10 marzo - Carlo Mancini, pittore italiano (n. 1829)
- 10 marzo - Carl Reinecke, compositore, pianista e direttore d'orchestra tedesco (n. 1824)
- 12 marzo - Bertram Armytage, militare e esploratore australiano (n. 1869)
- 14 marzo - Ugo Pisa, politico e diplomatico italiano (n. 1845)
- 14 marzo - Johan Vaaler, inventore norvegese (n. 1866)
- 15 marzo - Edoardo Crespi, scacchista e mecenate italiano (n. 1849)
- 15 marzo - Hans Heinrich Landolt, chimico svizzero (n. 1831)
- 16 marzo - Giuseppe Candiani, farmacista e imprenditore italiano (n. 1830)
- 16 marzo - Joe Capilano, nativo americano (n. 1850)
- 16 marzo - Eduard Pflüger, fisiologo tedesco (n. 1829)
- 17 marzo - Joaquín Valverde Durán, compositore spagnolo (n. 1846)
- 18 marzo - Giovanni Battista Lamperti, musicista italiano (n. 1839)
- 18 marzo - Julio Herrera y Reissig, poeta, drammaturgo e saggista uruguaiano (n. 1875)
- 18 marzo - Adolf Tobler, linguista e filologo svizzero (n. 1835)
- 20 marzo - Giuseppe Lazzaro, giornalista e politico italiano (n. 1825)
- 20 marzo - Nadar, fotografo francese (n. 1820)
- 21 marzo - Giovanni Ferro Luzzi, magistrato e politico italiano (n. 1834)
- 21 marzo - Antonino Gandolfo, pittore italiano (n. 1841)
- 21 marzo - Johannes Schilling, scultore tedesco (n. 1828)
- 21 marzo - Agostino Pepoli, letterato e mecenate italiano (n. 1848)
- 22 marzo - Leon Barszczewski, geografo, etnografo e militare polacco (n. 1849)
- 24 marzo - Carlo Mirabello, ammiraglio italiano (n. 1847)
- 26 marzo - Auguste Honoré Charlois, astronomo francese (n. 1864)
- 27 marzo - Alexander Emanuel Agassiz, ingegnere e biologo svizzero (n. 1835)
- 28 marzo - Édouard Colonne, direttore d'orchestra e violinista francese (n. 1838)
- 29 marzo - Thomas L. Rosser, generale statunitense (n. 1836)
- 29 marzo - George Turner, pittore inglese (n. 1841)
- 29 marzo - Eugène-Melchior de Vogüé, politico, critico letterario e slavista francese (n. 1848)
- 30 marzo - Achille Campo, patriota, militare e scacchista italiano (n. 1833)
- 30 marzo - Raffaele Maturi, medico e letterato italiano (n. 1832)
- 30 marzo - Jean Moréas, poeta e critico letterario greco (n. 1856)
- 31 marzo - Resan Hanim, ottomana (n. 1860)

## Aprile(29)
- 1º aprile - Andreas Achenbach, pittore tedesco (n. 1815)
- 1º aprile - Giovanni Boncoraggio, brigante italiano (n. 1831)
- 1º aprile - Borden Parker Bowne, teologo, filosofo e pastore protestante statunitense (n. 1847)
- 2 aprile - Boyd Alexander, esploratore, ornitologo e ufficiale inglese (n. 1873)
- 3 aprile - Richard Abegg, chimico tedesco (n. 1869)
- 3 aprile - Agostina Segatori, modella italiana (n. 1841)
- 4 aprile - Francesco Ardissone, botanico italiano (n. 1837)
- 4 aprile - Romeo Ottaviani, italiano (n. 1877)
- 6 aprile - Michele Rua, presbitero e educatore italiano (n. 1837)
- 7 aprile - John Cameron, vescovo cattolico canadese (n. 1827)
- 8 aprile - Georges de la Falaise, schermidore francese (n. 1866)
- 8 aprile - Periklīs Giannopoulos, poeta, traduttore e saggista greco (n. 1869)
- 8 aprile - Marko Kropyvnyc'kyj, scrittore, drammaturgo e regista teatrale ucraino (n. 1840)
- 9 aprile - Nicola Marchese, poeta italiano (n. 1858)
- 10 aprile - Salvatore Lo Bianco, naturalista e zoologo italiano (n. 1860)
- 10 aprile - George Henry Williams, politico statunitense (n. 1823)
- 11 aprile - Michail Aleksandrovič Vrubel', pittore russo (n. 1856)
- 12 aprile - Robert Giffen, economista e statistico scozzese (n. 1837)
- 12 aprile - William Graham Sumner, sociologo statunitense (n. 1840)
- 13 aprile - William Quiller Orchardson, pittore scozzese (n. 1832)
- 14 aprile - Julius Kühn, agronomo tedesco (n. 1825)
- 16 aprile - Walter Palmer, I baronetto, imprenditore, politico e nobile inglese (n. 1858)
- 21 aprile - Mark Twain, scrittore, umorista e aforista statunitense (n. 1835)
- 22 aprile - Edward B. Pond, politico statunitense (n. 1833)
- 23 aprile - Teresa Manetti, religiosa italiana (n. 1846)
- 26 aprile - Bjørnstjerne Bjørnson, poeta, drammaturgo e scrittore norvegese (n. 1832)
- 26 aprile - Andrea Maggi, attore italiano (n. 1850)
- 28 aprile - Edward Porter Alexander, militare statunitense (n. 1835)
- 30 aprile - Emil Schürer, storico e teologo tedesco (n. 1844)

## Maggio(40)
- 1º maggio - Henry Harrisse, storico, cartografo e scrittore francese (n. 1829)
- 1º maggio - Louis Welden Hawkins, pittore francese (n. 1849)
- 1º maggio - Bernardo Tolomei, politico italiano (n. 1823)
- 1º maggio - John Quincy Adams Ward, scultore statunitense (n. 1830)
- 1º maggio - Alexandre Léon Étard, chimico francese (n. 1852)
- 2 maggio - Giuseppe Pavoncelli, politico italiano (n. 1836)
- 2 maggio - Temistocle Zona, astronomo italiano (n. 1848)
- 3 maggio - Howard Taylor Ricketts, patologo statunitense (n. 1871)
- 4 maggio - Franz Nikolaus Finck, linguista e filologo tedesco (n. 1867)
- 5 maggio - Francesco Ballerini, egittologo e archeologo italiano (n. 1877)
- 6 maggio - Edoardo VII del Regno Unito, re britannico (n. 1841)
- 7 maggio - Thomas F. Byrnes, investigatore statunitense (n. 1842)
- 7 maggio - Emil Kautzsch, orientalista tedesco (n. 1841)
- 7 maggio - Giuseppe Alessandro Piola Caselli, ammiraglio italiano (n. 1824)
- 7 maggio - Joseph Taylor, cantante inglese (n. 1833)
- 8 maggio - Vittoria Aganoor, poetessa italiana (n. 1855)
- 8 maggio - Guido Pompilj, politico italiano (n. 1854)
- 8 maggio - Gerolamo Rovetta, scrittore e drammaturgo italiano (n. 1851)
- 10 maggio - Bernard Brunhes, geofisico francese (n. 1867)
- 10 maggio - Stanislao Cannizzaro, chimico e politico italiano (n. 1826)
- 10 maggio - William Gordon Stables, scrittore e medico scozzese (n. 1840)
- 12 maggio - William Huggins, astronomo inglese (n. 1824)
- 12 maggio - Edoardo Masdea, politico e generale italiano (n. 1849)
- 14 maggio - Gaetano Koch, architetto italiano (n. 1849)
- 16 maggio - Milij Alekseevič Balakirev, compositore, pianista e direttore d'orchestra russo (n. 1836)
- 16 maggio - Pere Borrell del Caso, pittore, illustratore e incisore spagnolo (n. 1835)
- 16 maggio - Henri-Edmond Cross, pittore francese (n. 1856)
- 16 maggio - Jules Dubois, velista francese (n. 1842)
- 16 maggio - Fedele Romani, scrittore italiano (n. 1855)
- 18 maggio - Eliza Orzeszkowa, scrittrice, saggista e editrice polacca (n. 1841)
- 18 maggio - Pauline Viardot, mezzosoprano, pianista e compositrice francese (n. 1821)
- 21 maggio - Giovanni Stucky, imprenditore svizzero (n. 1843)
- 22 maggio - Jules Renard, scrittore e aforista francese (n. 1864)
- 26 maggio - Cecilia Maria Molyneux, nobildonna inglese (n. 1838)
- 27 maggio - Robert Koch, medico, batteriologo e microbiologo tedesco (n. 1843)
- 28 maggio - Kálmán Mikszáth, scrittore, giornalista e politico ungherese (n. 1847)
- 28 maggio - Emil Zuckerkandl, anatomista ungherese (n. 1849)
- 29 maggio - Diogene Valotti, politico italiano (n. 1830)
- 30 maggio - Filippo Zamboni, poeta e scrittore italiano (n. 1826)
- 31 maggio - Elizabeth Blackwell, medico britannico (n. 1821)

## Giugno(22)
- 1º giugno - William Dickson, calciatore scozzese (n. 1866)
- 3 giugno - Scipione Cappa, ingegnere idraulico italiano (n. 1857)
- 3 giugno - Philipp Josef Pick, dermatologo austriaco (n. 1834)
- 5 giugno - Alceste Borella, editore e imprenditore italiano (n. 1862)
- 5 giugno - O. Henry, scrittore statunitense (n. 1862)
- 6 giugno - Leo Meyer, filologo tedesco (n. 1830)
- 7 giugno - William Butler, militare e politico britannico (n. 1838)
- 7 giugno - Henrique Alvim Corrêa, illustratore brasiliano (n. 1876)
- 8 giugno - Alice Dixon Le Plongeon, fotografa e scrittrice britannica (n. 1851)
- 9 giugno - Pietro Compagna, politico italiano (n. 1831)
- 9 giugno - George Newnes, editore e imprenditore inglese (n. 1851)
- 10 giugno - Giuseppina di Borbone-Spagna, principessa spagnola (n. 1827)
- 11 giugno - Maria Schininà, religiosa italiana (n. 1844)
- 16 giugno - Henry Hammond, calciatore inglese (n. 1866)
- 17 giugno - Otto Schmidt, politico tedesco (n. 1842)
- 22 giugno - Maria d'Orange-Nassau, principessa olandese (n. 1841)
- 23 giugno - Robert Boog Watson, zoologo e religioso britannico (n. 1823)
- 24 giugno - Juan Williams Rebolledo, militare cileno (n. 1825)
- 24 giugno - Pietro VII del Congo, re
- 26 giugno - Édouard Sain, pittore francese (n. 1830)
- 29 giugno - Wilhelm Spemann, editore tedesco (n. 1844)
- 29 giugno - Ferdinando d'Orléans, principe francese (n. 1844)

## Luglio(30)
- 1º luglio - Marius Petipa, ballerino e coreografo francese (n. 1818)
- 2 luglio - Camilo Bargiela, scrittore, traduttore e diplomatico spagnolo (n. 1874)
- 2 luglio - Francesco Cherubin, vescovo cattolico italiano (n. 1838)
- 4 luglio - Louis Albert Bourgault-Ducoudray, compositore francese (n. 1840)
- 4 luglio - Melville Weston Fuller, politico, avvocato e giurista statunitense (n. 1833)
- 4 luglio - Giovanni Schiaparelli, astronomo, storico della scienza e ingegnere italiano (n. 1835)
- 4 luglio - Gaspare Torretta, lunghista e velocista italiano (n. 1883)
- 5 luglio - Henry Spalding, architetto britannico (n. 1838)
- 6 luglio - Margaret Matilda White, infermiera e fotografa neozelandese (n. 1868)
- 8 luglio - Alexander Burgener, alpinista svizzero (n. 1845)
- 8 luglio - Emilio Usiglio, compositore e direttore d'orchestra italiano (n. 1841)
- 9 luglio - Charles-Alexandre Coëssin de la Fosse, pittore e incisore francese (n. 1829)
- 9 luglio - Ignazio Marsengo-Bastia, magistrato e politico italiano (n. 1851)
- 10 luglio - Johann Gottfried Galle, astronomo tedesco (n. 1812)
- 11 luglio - Wilhelm Stiassny, architetto austro-ungarico (n. 1842)
- 12 luglio - Charles Rolls, imprenditore britannico (n. 1877)
- 13 luglio - Enrico dell'Acqua, imprenditore italiano (n. 1851)
- 13 luglio - Grigorij Sergeevič Stroganov, nobile e politico russo (n. 1829)
- 14 luglio - Adolphe Hélière, ciclista su strada francese (n. 1888)
- 16 luglio - Albert Anker, pittore svizzero (n. 1831)
- 18 luglio - Giacomo Ceconi, imprenditore italiano (n. 1833)
- 19 luglio - Delphine Ugalde, soprano francese (n. 1829)
- 21 luglio - Léopold Victor Delisle, bibliotecario, storico e diplomatista francese (n. 1826)
- 21 luglio - Sybil St Clair-Erskine, nobildonna inglese (n. 1871)
- 22 luglio - Giuseppe Pacini, baritono italiano (n. 1862)
- 22 luglio - Felice Pedroni, italiano (n. 1858)
- 24 luglio - Archip Ivanovič Kuindži, pittore russo (n. 1842)
- 24 luglio - Costantino Maes, bibliotecario e pubblicista italiano (n. 1839)
- 25 luglio - Giovanni Martinolich, scacchista italiano (n. 1884)
- 26 luglio - Aleksandr Alekseevič Kireev, filosofo russo (n. 1833)

## Agosto(35)
- 1º agosto - Francis Birley, calciatore inglese (n. 1850)
- 2 agosto - Giulio Grimaldi, filologo, scrittore e poeta italiano (n. 1873)
- 4 agosto - Hippolyte Camille Delpy, pittore francese (n. 1842)
- 4 agosto - Heinrich Julius Holtzmann, teologo tedesco (n. 1832)
- 5 agosto - Julius Petersen, matematico danese (n. 1839)
- 6 agosto - Eugène Trutat, fotografo, alpinista e naturalista francese (n. 1840)
- 8 agosto - Rudolf Epp, pittore tedesco (n. 1834)
- 8 agosto - Janko Polić Kamov, poeta e scrittore croato (n. 1886)
- 10 agosto - Virgilio Alterocca, imprenditore italiano (n. 1853)
- 10 agosto - Joe Gans, pugile statunitense (n. 1874)
- 10 agosto - Sebastiano Zerbino, presbitero italiano (n. 1838)
- 12 agosto - Ayn-al-Hayat Rifaat, nobile egiziana (n. 1858)
- 13 agosto - Florence Nightingale, infermiera britannica (n. 1820)
- 13 agosto - John Spencer, V conte Spencer, nobile e politico britannico (n. 1835)
- 15 agosto - Constantin Fahlberg, chimico tedesco (n. 1850)
- 16 agosto - Adolfo Cozza, scultore, inventore e archeologo italiano (n. 1848)
- 16 agosto - Sergej Vasil'evič Ivanov, pittore russo (n. 1864)
- 16 agosto - Charles Lenepveu, compositore e insegnante francese (n. 1840)
- 16 agosto - Pedro Montt, avvocato e politico cileno (n. 1846)
- 17 agosto - Rinaldo Carnielo, scultore italiano (n. 1853)
- 17 agosto - Antonio Zannoni, architetto, ingegnere e archeologo italiano (n. 1833)
- 18 agosto - Ferruccio Macola, giornalista e politico italiano (n. 1861)
- 18 agosto - Rudolf Wagner, calciatore austriaco (n. 1871)
- 19 agosto - Eugène Rouché, matematico francese (n. 1832)
- 20 agosto - Otto Piltz, pittore tedesco (n. 1846)
- 21 agosto - Gustave Moynier, giurista svizzero (n. 1826)
- 21 agosto - William Earl Dodge Scott, ornitologo statunitense (n. 1852)
- 25 agosto - James Wakefield, politico statunitense (n. 1825)
- 26 agosto - William James, psicologo e filosofo statunitense (n. 1842)
- 26 agosto - Friedrich Daniel von Recklinghausen, patologo tedesco (n. 1833)
- 27 agosto - Sylvia Llewelyn Davies, britannica (n. 1866)
- 28 agosto - Carl Gustaf Estlander, storico dell'arte e scrittore finlandese (n. 1834)
- 28 agosto - Paolo Mantegazza, fisiologo, patologo e igienista italiano (n. 1831)
- 29 agosto - Giuditta Beltramelli, soprano italiano (n. 1831)
- 30 agosto - Nicola Cantalamessa Papotti, scultore italiano (n. 1831)

## Settembre(36)
- 1º settembre - Vittorio Betteloni, poeta italiano (n. 1840)
- 2 settembre - Henri Rousseau, pittore francese (n. 1844)
- 3 settembre - Enrico Mazzanti, ingegnere e disegnatore italiano (n. 1850)
- 3 settembre - Genova Thaon di Revel, nobile, militare e patriota italiano (n. 1817)
- 5 settembre - Alexander Baumgartner, letterato e religioso svizzero (n. 1841)
- 5 settembre - Cora Crane, giornalista statunitense (n. 1865)
- 5 settembre - Franz Xaver Haberl, scrittore, musicologo e organista tedesco (n. 1840)
- 6 settembre - Hermann Breymann, filologo e pedagogista tedesco (n. 1842)
- 6 settembre - Gaetano Crugnola, ingegnere e scrittore italiano (n. 1850)
- 6 settembre - Elías Fernández Albano, avvocato e politico cileno (n. 1845)
- 7 settembre - Emily Blackwell, medico e educatrice statunitense (n. 1826)
- 7 settembre - Emil Albert Friedberg, giurista e storico tedesco (n. 1837)
- 7 settembre - William Holman Hunt, pittore inglese (n. 1827)
- 10 settembre - Emmanuel Frémiet, scultore francese (n. 1824)
- 10 settembre - Zdenko Hans Skraup, chimico ceco (n. 1850)
- 11 settembre - Louis-Henri Boussenard, scrittore francese (n. 1847)
- 11 settembre - Heinrich Caro, chimico tedesco (n. 1834)
- 11 settembre - Luigi Legnani, scultore e pittore italiano (n. 1851)
- 11 settembre - Giovan Battista Riva, pittore italiano (n. 1830)
- 13 settembre - Enrico Morin, militare e politico italiano (n. 1841)
- 14 settembre - Huo Yuanjia, insegnante cinese (n. 1868)
- 14 settembre - Jacob Lüroth, matematico tedesco (n. 1844)
- 16 settembre - Giosuè Giuppone, pistard, pilota motociclistico e pilota automobilistico italiano (n. 1878)
- 16 settembre - Hormuzd Rassam, assiriologo e archeologo iracheno (n. 1826)
- 18 settembre - Charlie Athersmith, calciatore inglese (n. 1872)
- 19 settembre - Paul Lotsij, canottiere olandese (n. 1880)
- 20 settembre - Josef Kainz, attore teatrale austriaco (n. 1858)
- 21 settembre - Giuseppe Fasce, politico italiano (n. 1848)
- 25 settembre - Oskar Böttger, zoologo tedesco (n. 1844)
- 27 settembre - Jorge Chávez Dartnell, aviatore peruviano (n. 1887)
- 28 settembre - Marcolino del Carmelo Benavente, vescovo cattolico argentino (n. 1845)
- 28 settembre - Lazzaro De Maestri, pittore italiano (n. 1840)
- 29 settembre - Rebecca Harding Davis, scrittrice e giornalista statunitense (n. 1831)
- 29 settembre - Winslow Homer, pittore, illustratore e incisore statunitense (n. 1836)
- 30 settembre - Emilio Bignami, patriota, scrittore e ingegnere italiano (n. 1829)
- 30 settembre - Maurice Lévy, ingegnere francese (n. 1838)

## Ottobre(46)
- 1º ottobre - Napoleon Bonaparte Broward, politico statunitense (n. 1857)
- 1º ottobre - Rudolf Chrobak, ginecologo austriaco (n. 1843)
- 1º ottobre - Benigno Crespi, imprenditore italiano (n. 1848)
- 1º ottobre - André Henry, ciclista su strada belga (n. 1865)
- 1º ottobre - Philipp von Klett, compositore di scacchi e militare tedesco (n. 1833)
- 2 ottobre - Gustav Casmir, schermidore tedesco (n. 1874)
- 2 ottobre - Enrico XXIV di Reuss-Köstritz, compositore tedesco (n. 1855)
- 3 ottobre - Melchior Treub, botanico olandese (n. 1851)
- 5 ottobre - Ernst Viktor von Leyden, neurologo e medico tedesco (n. 1832)
- 7 ottobre - Jean-Baptiste Cerlogne, poeta, presbitero e linguista italiano (n. 1826)
- 8 ottobre - Giovanni Antonio Luigi Carrara Colfosco, ingegnere italiano
- 8 ottobre - François-Xavier Gillot, micologo e botanico francese (n. 1842)
- 8 ottobre - Maria Konopnicka, poetessa, scrittrice e saggista polacca (n. 1842)
- 9 ottobre - Emilio Alemagna, architetto e ingegnere italiano (n. 1833)
- 9 ottobre - Isabel Thorne, attivista e medico britannica (n. 1834)
- 9 ottobre - Elzéar Abeille de Perrin, entomologo francese (n. 1843)
- 10 ottobre - Willem Maris, pittore olandese (n. 1844)
- 10 ottobre - Joseph Ravannack, canottiere statunitense (n. 1878)
- 12 ottobre - William Hunt Painter, botanico inglese (n. 1835)
- 14 ottobre - Rudolf Lindau, diplomatico e letterato tedesco (n. 1829)
- 14 ottobre - Georges Mathias, compositore, pianista e insegnante francese (n. 1826)
- 14 ottobre - Sydney Ringer, fisiologo e farmacologo inglese (n. 1835)
- 14 ottobre - Pavel Petrovič Ukhtomskij, ammiraglio russo (n. 1848)
- 14 ottobre - Joseph Wells, crickettista inglese (n. 1828)
- 15 ottobre - Stanley Ketchel, pugile statunitense (n. 1886)
- 17 ottobre - Kurd Laßwitz, scrittore, scienziato e filosofo tedesco (n. 1848)
- 17 ottobre - Carlo Michelstaedter, scrittore, filosofo e poeta italiano (n. 1887)
- 17 ottobre - William Vaughn Moody, poeta e drammaturgo statunitense (n. 1869)
- 17 ottobre - Julia Ward Howe, attivista e poetessa statunitense (n. 1819)
- 19 ottobre - Domenico Bruschi, pittore italiano (n. 1840)
- 19 ottobre - Luigi Gravina, prefetto e politico italiano (n. 1830)
- 19 ottobre - Luigi Lucheni, anarchico italiano (n. 1873)
- 20 ottobre - Giuseppe Antonio Fedrigoni, imprenditore italiano (n. 1837)
- 20 ottobre - David B. Hill, politico statunitense (n. 1843)
- 20 ottobre - Rudolf von Khevenhüller-Metsch, diplomatico e nobile austriaco (n. 1844)
- 20 ottobre - Ugolino Vivaldi Pasqua, aviatore italiano (n. 1885)
- 22 ottobre - Francesco di Teck, nobile e militare britannico (n. 1870)
- 23 ottobre - Chulalongkorn, sovrano siamese (n. 1853)
- 23 ottobre - Maa el Ainin, mistico e politico sahrāwī (n. 1831)
- 23 ottobre - Carlo Malagola, storico italiano (n. 1855)
- 24 ottobre - Yamada Bimyō, scrittore e critico letterario giapponese (n. 1868)
- 25 ottobre - Adolf Schwarz, scacchista ungherese (n. 1836)
- 26 ottobre - Allen D. Candler, politico e storico statunitense (n. 1834)
- 30 ottobre - Cristóbal Colón de la Cerda, nobile e politico spagnolo (n. 1837)
- 30 ottobre - Henry Dunant, filantropo e imprenditore svizzero (n. 1828)
- 30 ottobre - Saverio Masi, politico italiano (n. 1855)

## Novembre(39)
- 1º novembre - Simon Aichner, arcivescovo cattolico austriaco (n. 1816)
- 1º novembre - Carlo Di Rudio, patriota e militare italiano (n. 1832)
- 1º novembre - Pëtr Ivanovič Račkovskij, agente segreto russo (n. 1853)
- 3 novembre - Hugh J. Grant, politico statunitense (n. 1858)
- 3 novembre - Harry Rawson, ammiraglio inglese (n. 1843)
- 4 novembre - Vincenzo Calenda di Tavani, magistrato e politico italiano (n. 1830)
- 4 novembre - Ernesto Fontana, vescovo cattolico italiano (n. 1830)
- 6 novembre - Giuseppe Cesare Abba, scrittore e militare italiano (n. 1838)
- 7 novembre - Florencio Sánchez, drammaturgo uruguaiano (n. 1875)
- 8 novembre - Gaetano Marzotto, imprenditore e politico italiano (n. 1820)
- 8 novembre - Adeline Plunkett, ballerina belga (n. 1824)
- 11 novembre - Joseph Apoux, pittore e illustratore francese (n. 1846)
- 12 novembre - Viktor Hantzsch, geografo e storico tedesco (n. 1868)
- 13 novembre - Louis Nels, politico e diplomatico tedesco (n. 1855)
- 14 novembre - Felix Ahrens, chimico tedesco (n. 1863)
- 14 novembre - Angelo Graffagni, politico italiano (n. 1840)
- 14 novembre - John La Farge, pittore e scrittore statunitense (n. 1835)
- 15 novembre - Giuseppe Bellandi, militare italiano (n. 1833)
- 15 novembre - Wilhelm Raabe, scrittore tedesco (n. 1831)
- 17 novembre - Giuseppe de Lieto, avvocato e politico italiano (n. 1869)
- 17 novembre - Carlo Dossi, scrittore, diplomatico e archeologo italiano (n. 1849)
- 19 novembre - Rudolph Fittig, chimico tedesco (n. 1835)
- 19 novembre - Alessandro Mussolini, attivista e artigiano italiano (n. 1854)
- 19 novembre - Gustave Serrurier-Bovy, architetto e decoratore belga (n. 1858)
- 20 novembre - Achille Fazzari, politico italiano (n. 1839)
- 20 novembre - Lev Tolstoj, scrittore, filosofo e educatore russo (n. 1828)
- 21 novembre - Albert Nasse, canottiere statunitense (n. 1878)
- 21 novembre - Léon de Janzé, dirigente sportivo e politico francese (n. 1848)
- 22 novembre - Bernhard von Poten, ufficiale e scrittore tedesco (n. 1828)
- 23 novembre - Octave Chanute, ingegnere e pioniere dell'aviazione francese (n. 1832)
- 24 novembre - Thomas Humber, progettista e imprenditore inglese (n. 1841)
- 24 novembre - Angelo Mosso, medico, fisiologo e archeologo italiano (n. 1846)
- 24 novembre - Alessandro Sanminiatelli Zabarella, cardinale italiano (n. 1840)
- 26 novembre - Richard Thornton Wilson, banchiere statunitense (n. 1829)
- 28 novembre - Francesco Brescia Morra, prefetto, giornalista e politico italiano (n. 1832)
- 29 novembre - Diego Aliprandi, politico italiano (n. 1819)
- 29 novembre - Étienne-Prosper Berne-Bellecour, pittore e illustratore francese (n. 1838)
- 29 novembre - Adolph von La Valette-St. George, anatomista e zoologo tedesco (n. 1831)
- 29 novembre - George Ernest Shelley, geologo e ornitologo britannico (n. 1840)

## Dicembre(25)
- 1º dicembre - John E. B. Mayor, latinista, grecista e attivista britannico (n. 1825)
- 2 dicembre - Gustav Adolf von Götzen, esploratore, politico e militare tedesco (n. 1866)
- 3 dicembre - Matias de Carvalho y Vasconcelos, scrittore portoghese (n. 1832)
- 3 dicembre - Mary Baker Eddy, teologa e predicatrice statunitense (n. 1821)
- 3 dicembre - Wesley Merritt, generale statunitense (n. 1836)
- 5 dicembre - Roberto d'Orléans, principe e militare francese (n. 1840)
- 5 dicembre - Giovanni Poggio, militare e patriota italiano (n. 1830)
- 6 dicembre - Robert Binswanger, psichiatra svizzero (n. 1850)
- 6 dicembre - Rinaldo Tornielli di Borgo Lavezzaro, imprenditore e politico italiano (n. 1843)
- 6 dicembre - Charles Otis Whitman, etologo, biologo e docente statunitense (n. 1842)
- 7 dicembre - Luigi Simeoni, politico italiano (n. 1847)
- 9 dicembre - Emily Curzon-Howe, nobildonna inglese (n. 1836)
- 9 dicembre - Laza Kostić, scrittore, poeta e politico serbo (n. 1841)
- 11 dicembre - Egor Sergeevič Sozonov, rivoluzionario russo (n. 1879)
- 11 dicembre - Jules Tannery, matematico francese (n. 1848)
- 12 dicembre - Franz König, chirurgo tedesco (n. 1832)
- 14 dicembre - Vittorio Avondo, pittore e archeologo italiano (n. 1836)
- 14 dicembre - Giovanni Petronio Russo, inventore, saggista e artista italiano (n. 1840)
- 18 dicembre - Nikolaj Petrovič Demidov-Lopuchin, generale russo (n. 1836)
- 23 dicembre - Eduard Hagenbach-Bischoff, fisico svizzero (n. 1833)
- 26 dicembre - Averardo Borsi, giornalista e scrittore italiano (n. 1858)
- 26 dicembre - Fortunato Vinelli, vescovo cattolico italiano (n. 1832)
- 26 dicembre - Gustav Warneck, teologo tedesco (n. 1834)
- 29 dicembre - Reggie Doherty, tennista britannico (n. 1872)
- 30 dicembre - Práxedis Guerrero, pubblicista, rivoluzionario e anarchico messicano (n. 1882)

## Senza giorno specificato(37)
- Giorgio Appia, patriota e religioso italiano (n. 1827)
- Stefano Brilla, scultore italiano (n. 1840)
- Domenico Brunenghi, diplomatico italiano (n. 1833)
- Leto Chini, pittore, decoratore e restauratore italiano (n. 1843)
- Beniamino D'Andrea, medico e patriota italiano (n. 1827)
- Rudolf Dellinger, compositore tedesco (n. 1857)
- Lina Diligenti, attrice italiana (n. 1861)
- Julien Dupré, pittore francese (n. 1851)
- Robert Flint, teologo e filosofo scozzese (n. 1838)
- Francesca Gambacorta Magliani, pittrice italiana (n. 1845)
- Georges Gasté, pittore francese (n. 1879)
- Graziosa Glech, attrice teatrale italiana
- Ignazio Greco, architetto italiano (n. 1830)
- Louis Grégori, giornalista francese (n. 1842)
- Aimé Guerlain, profumiere francese (n. 1834)
- William Heise, regista statunitense (n. 1847)
- Eduard Heinrich Henoch, medico tedesco (n. 1820)
- Oskar Jäger, storico tedesco (n. 1830)
- Konstantinos Konstantopoulos, politico greco (n. 1832)
- Giustiniano Lebano, avvocato, patriota e esoterista italiano (n. 1832)
- Liu Shijun, insegnante cinese (n. 1840)
- Carlo Maserati, ingegnere italiano (n. 1881)
- Francesco Paolo Materi, politico italiano (n. 1842)
- Enrico Mosconi, ingegnere italiano (n. 1843)
- Giuseppe Musacchia, presbitero italiano (n. 1837)
- Joaquim Nabuco, politico e giurista brasiliano (n. 1849)
- Benedikt Niese, filologo classico tedesco (n. 1849)
- Gottlieb Planck, giurista tedesco (n. 1824)
- Tarabai Shinde, attivista indiana (n. 1850)
- Friedrich Adolf Steinhausen, medico e fisiologo tedesco (n. 1858)
- Floris Stempel, dirigente sportivo olandese (n. 1877)
- Anton von Winzor, politico austriaco (n. 1844)
- Thomas W. Wood, illustratore e ornitologo inglese (n. 1839)
- Aleksandr Michajlovič Zajcev, chimico russo (n. 1841)
- Michail Zasulič, generale russo (n. 1843)
- Abd al-Aziz II bin Humaid Al Nuaimi, politico emiratino
- Fredrik von Otter, politico svedese (n. 1833)